# الرابطة الخضراء
الرابطة الخضراء (بالفنلندية : Vihreä liitto؛ بالسويدية: Gröna förbundet) حزب خضر[ ؟ ] سياسي في فنلندا. ترأسه حالياً ماريا أوهيسالو.

## التاريخ
تأسس الحزب في 28 فبراير 1987 ، وسـُجل كحزب سياسي بالعام التالي. بدأ النشاط السياسي كان قد بدأ بالفعل في أوائل الثمانينات، عندما بدأ ناشطون بيئيون وأنثويون وجماعات نشطة أخرى حملة حول القضايا البيئية في فنلندا. في عام 1995 كان أول حزب للخضر في أوروبا يكون جزءاً من حكومة البلاد.